# Marienlyst (przystanek kolejowy)
Marienlyst (duń. Marienlyst Station) – przystanek kolejowy w miejscowości Helsingør, w Regionie Stołecznym, w Danii. Przystanek położony jest w pobliżu Hotelu Marienlyst i Zameku Marienlyst.
Przystanek znajduje się na Hornbækbanen pomiędzy Helsingør i Gilleleje. Usługi związane z transportem kolejowym prowadzone są przez Lokaltog.

## Linie kolejowe
- Hornbækbanen[potrzebny przypis]